# Catherine Perrot
Pour les articles homonymes, voir Perrot.
Catherine Perrot, née vers 1620 et décède après 1689, est peintre de fleurs et oiseaux en miniature. Elle a pour époux Claude Horry qui occupe la fonction de notaire. Elle est l'élève du miniaturiste Nicolas Robert et enseigne la miniature à Marie-Louise d'Orléans et à la princesse de Guéménée. Elle est reçue à l'Académie royale de peinture et de sculpture le 31 janvier 1682 et y expose un "petit tableau en miniature représentant un pot de fleurs, sur une glace". Elle écrit des Leçons royales éditées en 1686, rééditées et augmentées en 1693,,.
Son portrait gravé à l'eau-forte par Charpentier aurait eu pour légende "A damoiselle Catherine Perrot, femme de M. Claude Horry, notaire apostolique de l'archeueche de Paris, académiste de l'Académie royale de peinture, par son très humble seruiteur Charpantier" [sic]. On peut en voir une reproduction dans L'Art : revue bimensuelle illustrée.